# Slavonska nogometna zona Podravska skupina 1972./73.
Slavonska nogometna zona je bila jedna od 4 zone Hrvatske lige, koja je zajedno s ligama iz ostalih republika predstavljala 3. rang u nogometnom prvenstvu SFRJ. Od sezone 1971./72. bila je podjeljena u dvije skupine: Podravsku i Posavsku. Prvaci ovih grupa bi odigrali meč za prvaka Slavonije. Zbog reorganizacije nogometnih natjecanja, na državnom nivou, pobjednici obje skupine su postali članovi novoformirane Republičke lige, dok su iz lige klubovi bili relegirani u prvenstva općinskih nogometnih podsaveza.
| Mj. | Klub                        | Sus. | Pobj. | Ner. | Por. | GR.   | Bod. |
| --- | --------------------------- | ---- | ----- | ---- | ---- | ----- | ---- |
| 1.  | NK Metalac Osijek           | 26   | 18    | 3    | 5    | 60:25 | 39   |
| 2.  | NK Valpovka Valpovo         | 26   | 17    | 4    | 5    | 66:34 | 38   |
| 3.  | NK Vuteks Vukovar           | 26   | 15    | 7    | 4    | 69:28 | 37   |
| 4.  | NK Olimpija Osijek          | 26   | 14    | 4    | 8    | 48:38 | 32   |
| 5.  | NK Jedinstvo Donji Miholjac | 26   | 12    | 6    | 8    | 39:26 | 30   |
| 6.  | FEŠK Feričanci              | 26   | 9     | 7    | 10   | 45:39 | 25   |
| 7.  | NK Elektra Osijek           | 26   | 6     | 11   | 9    | 29:34 | 23   |
| 8.  | NK Dalj                     | 26   | 8     | 7    | 11   | 37:45 | 23   |
| 9.  | NK Sremac Bogdanovci        | 26   | 8     | 6    | 12   | 34:46 | 22   |
| 10. | NK Omladinac Petrijevci     | 26   | 9     | 3    | 14   | 27:57 | 21   |
| 11. | NK Jedinstvo Đakovo         | 26   | 7     | 6    | 13   | 29:53 | 20   |
| 12. | RNK Sloga Vukovar           | 26   | 8     | 3    | 15   | 35:48 | 19   |
| 13. | NK Šparta Beli Manastir     | 26   | 6     | 7    | 13   | 43:66 | 19   |
| 14. | NK Sloga Ernestinovo        | 26   | 6     | 4    | 16   | 25:48 | 16   |

## Utakmice za prvaka Slavonije
Prvaka Slavonije je odlučivao dvomeč prvaka Podravske i Posavske skupine Slavonske nogometne zone:
NK Metalac Osijek - BSK Slavonski Brod 1:1
BSK Slavonski Brod - NK Metalac Osijek 1:3
Prvak Slavonije je postao NK Metalac Osijek.
Zbog reorganizacije natjecanja na državnom nivou i uspostavljanja republičkih liga, kao trećeg stupnja natjecanja, prvaci obje skupine Slavonske nogometne zone su postali članovi jedinstvene Hrvatske republičke lige.